# キャッサバ褐色条斑病
キャッサバ褐色条斑病（英: cassava brown streak disease、略称: CBSD）はキャッサバに損害を与える病気で、特に東アフリカで問題となっている。1936年にタンザニアで最初に同定され、東アフリカのケニアからモザンビークにかけての沿岸地帯に拡散した。近年では、キャッサバ褐色条斑ウイルス（cassava brown streak virus、CBSV）とウガンダキャッサバ褐色条斑ウイルス（Ugandan cassava brown streak virus、UCBSV）という2つの異なるウイルスがこの病気の原因となることが判明している。両者は共に1本鎖RNA +鎖のゲノムを持ち、ポティウイルス科、イポモウイルス属に属し、感染した植物には一般的に類似した病徴が出現する。根の腐敗によってキャッサバの塊茎は食用に適さなくなり、経済的価値が大きく損なわれる。そのため現在の研究は、壊死による腐敗が起こらない品種の開発に焦点が当てられている。この病気は、東アフリカの沿岸部や湖周辺地域における食糧安全保障の最大の脅威として認識されている。

## 病徴
CBSDは感染した葉の重度の白化と壊死によって特徴づけられ、葉は黄色がかったまだら状の外観となる。白化は葉脈と関連して広がることもあるが、葉脈と連結していない斑点が生じることもある。葉の病徴はさまざまな因子に依存して大きく変化し、生育条件（標高、降水量など）、植物の年齢、ウイルス種によって差異が生じる。褐色の条斑はキャッサバの幹に出現する。また、塊茎には乾燥した黒褐色の壊死による腐敗が存在し、小さな病変から根全体の病変へと進行する。最終的に、塊茎の腐敗のために根は収縮し、生育が阻害される。一般的に感染した植物がこれらの特徴をすべて有しているわけではないが、重度の影響を受けた植物は有している可能性がある。葉が無症状であるのために、収穫して塊茎の病変を見るまでキャッサバが感染していることに気づかない可能性もある。キャッサバモザイクウイルス（CMV）は、CBSDに似た病徴が葉に出現するキャッサバのウイルスであるが、より明確な病徴が出現する。
UCBSVはCBSVよりも病徴が穏やかであり、病原性も低い。

## 媒介者と病気のサイクル
CBSDの媒介者については研究者によって意見が分かれていたが、最も可能性が高いのは Bemisia tabaci バイオタイプB（シルバーリーフコナジラミ）であるという合意が得られている。Bemisia argentifolii と呼ばれることもある。コナジラミの個体数の急増とCBSDの発生率には緊密な関係が存在する。このコナジラミの種はCMVの媒介者でもあると考えられている。しかし、B. tabaci によるCBSVの伝播はCMVよりも効率が低いことが示唆されている。また、B. tabaci のCBSDの保持期間は24時間を超えない可能性があるが、確証にはさらなる研究が必要である。
B. tabaci の成虫の寿命は平均して16日であり、卵から成虫への成熟過程は約30日である。卵は葉の裏側にランダムにまたはらせん状に産み付けられる。コナジラミの幼虫と成虫の双方が口器を葉へ挿入して師部から吸汁を行い、それによってウイルスが植物へ伝播される。コナジラミが吸汁している間、毒素を含む唾液もキャッサバへ注入され、生育が阻害されて最終的には収量が減少する。苗木は特に大きな影響を受ける。

## 病気の拡散
1936年にCBSDが最初に同定された後、ウガンダでは防除の努力によりほぼ完全に除去されており、感染地域における収穫高の低下は比較的小さなものだった。CBSDは、ケニアからモザンビークにかけての海抜 1000 m以下の沿岸部とマラウイ湖岸地域に限られていた。しかし2000年時点では、CBSDは東アフリカ全体に急速に拡散していた。ウガンダ、コンゴ民主共和国、タンザニアのヴィクトリア湖周辺地域で報告されており、中高度域（海抜 1200–1500 m）も現在では病気が発生する地域となっている。2009年時点では、CBSDのアウトブレイクはウガンダの南部から中部にかけてとマラ州で最も多く起こっている。CBSDはルワンダとブルンジでも報告されている。
CBSDの発生は、CMVに対する抵抗性がある品種が広く栽培されているウガンダで最大であり、一般的にCMV抵抗性品種でよくみられる。近年の調査では、調査された23の地区において70%がCMV抵抗性品種を栽培しており、そのすべてがCBSDに対して脆弱であった。また、これらの品種では最上部の5枚の葉には200頭ものコナジラミの成虫が生息していた。
拡散のパターンについては予測を立てることはできない。病気は1点から拡散してゆくのではなく、むしろ離れた地点に出現したり、「ホットスポット」として出現したりするため、モデルを立てることは困難である。この予測の困難さは、感染した地域からの挿し穂の移動が行われることや、特定の地域にコナジラミが大量に存在することなどから生じている。

## 病気の管理
CBSDの防除のための管理法の探索が続けられているものの、その進展は遅々としたものである。キャッサバモザイク病とCBSDの双方に対して抵抗性を有するキャッサバ系統の樹立が必要とされている。いくつかのキャッサバの系統ではUBCSVに対する自然抵抗性が発見されている。これらの系統の遺伝資源を広範に分布させることで、病気の発生率を大規模に低下させることができる可能性がある。
遺伝子工学
RNAゲノム特異的な遺伝子工学技術がキャッサバの栽培品種の抵抗性を向上させるために用いられている。近年の研究では、ウイルスの配列に相同なヘアピンRNAの発現誘導が植物の免疫システムが異物に遭遇した時の行動を模倣するため、有効な研究室的技術となる可能性が示されている。具体的には、キャッサバの品種60444において、CBSVの被覆タンパク質配列の3'末端に相同なヘアピンRNAを用いることでCBSVとUCBSVに対する抵抗性を獲得することができた。このヘアピンコンストラクトを農家が好む品種 Nigerian landrace TME 7 へ移すことで、この品種はもともとCMV抵抗性を示すため、接ぎ木後にCMVとCBSVの双方に対する抵抗性をつけることに成功した。このように、既にCMVに対する抵抗性を有している植物の免疫システムを利用するという方法が、双方のウイルスと闘うために実行可能な方法であることが示唆されている。
教育
農家は、CBSDに関して、その原因、診断、病気の拡散を含めて、より良い教育を受ける必要がある。最も明らかな病徴はキャッサバの根の腐敗であるが、農家は、ウイルスではなく水のやりすぎが腐敗の原因であると考える傾向にある。葉の病徴の同定も重要であり、農家は収穫期を待たずにより正確な収穫量の予測を立てることができるようになる。また、耐性系統の認知の促進も行うことができる。研究者が新しい診断法を知れるよう、研究者のためのワークショップの開催も勧められる。
より多くのデータの必要性
病気の拡散や品種との親和性をよりよく理解するためには、より多くの調査が行われる必要がある。感染した品種の作物としての使用の差し止めは、追跡を行うことで迅速に行うことが可能である。ウイルスの病因に関連するより多くの研究の必要性が強調されている。
他の示唆
- 焼畑

特定の地域では、CBSDに感染したキャッサバを焼畑農業の技術で駆除し、それらをより耐性の高い系統で置き換えることが推奨されている。
- 国境の監視

国境の監視を強化する（タンザニア、ウガンダ、ケニアの国境など）。
- 国境を通過する試料の組織検査Regulatory testing of tissue samples cross-border

検査が行われた遺伝資源のみが国境を通過するようにする。

## 経済的重要性
キャッサバはアフリカの多くの地域で極めて重要な主食作物であり、高い人口増加率ためにその需要も高まっている。CBSDによって作物の収穫高は70%低下するため、東アフリカの農家にとって深刻な脅威となっている。農家は収穫時に、感染した塊茎の壊死病変を切り出すか、感染が重度の場合は塊茎を廃棄する。軽度の感染では根の腐敗は10–30%であるが、塊茎の市場価値は90%低下する。アフリカの農家は壊滅的な病気のために、年間で最大1億ドルの収入を失っていると推計されている。